# Davie Cooper
Davie Cooper (25. února 1956 Hamilton – 23. března 1995, Glasgow) byl skotský fotbalista, útočník. Zemřel na krvácení do mozku. Byl posmrtně uveden do skotské fotbalové síně slávy i síně slávy Rangers FC. Jeho jméno nese tribuna stadionu klubu Motherwell FC.

## Fotbalová kariéra
Na klubové úrovní hrál ve Skotsku za Clydebank FC, Rangers FC a Motherwell FC. Na Mistrovství světa ve fotbale 1986 nastoupil ve 2 utkáních. Za skotskou reprezentaci nastoupil v letech 1979-1990 ve 22 utkáních a dal 6 gólů. S Rangers FC vyhrál třikrát skotskou ligu. Skotský pohár vyhrál třikrát s Rangers FC a jednou s Motherwell FC. V Poháru mistrů evropských zemí nastoupil v 5 utkáních, v Poháru vítězů pohárů nastoupil v 17 utkáních a v Poháru UEFA nastoupil v 18 utkáních a dal 1 gól.

## Ligová bilance

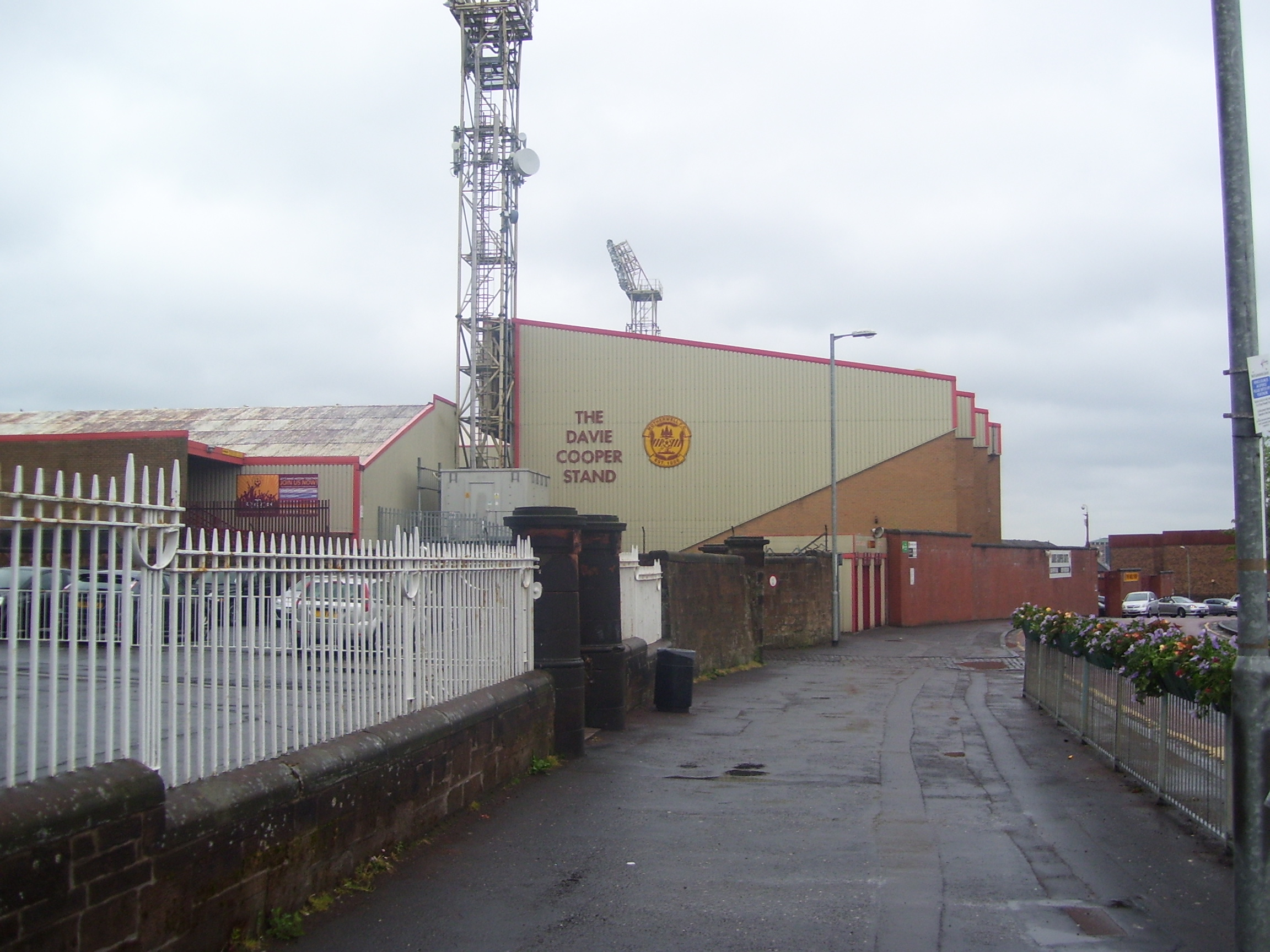
Tribuna Davie Coopera na stadionu Motherwell FC Fir Park

| Ročník                  | Zápasy | Góly | Klub          |
| ----------------------- | ------ | ---- | ------------- |
| 2. skotská liga 1974/75 | 26     | 4    | Clydebank FC  |
| 3. skotská liga 1975/76 | 26     | 13   | Clydebank FC  |
| 2. skotská liga 1976/77 | 38     | 11   | Clydebank FC  |
| 1. skotská liga 1977/78 | 35     | 6    | Rangers FC    |
| 1. skotská liga 1978/79 | 30     | 5    | Rangers FC    |
| 1. skotská liga 1979/80 | 30     | 2    | Rangers FC    |
| 1. skotská liga 1980/81 | 25     | 3    | Rangers FC    |
| 1. skotská liga 1981/82 | 30     | 3    | Rangers FC    |
| 1. skotská liga 1982/83 | 31     | 5    | Rangers FC    |
| 1. skotská liga 1983/84 | 34     | 6    | Rangers FC    |
| 1. skotská liga 1984/85 | 32     | 5    | Rangers FC    |
| 1. skotská liga 1985/86 | 32     | 4    | Rangers FC    |
| 1. skotská liga 1986/87 | 42     | 8    | Rangers FC    |
| 1. skotská liga 1987/88 | 33     | 1    | Rangers FC    |
| 1. skotská liga 1988/89 | 23     | 1    | Rangers FC    |
| 1. skotská liga 1989/90 | 31     | 6    | Motherwell FC |
| 1. skotská liga 1990/91 | 34     | 6    | Motherwell FC |
| 1. skotská liga 1991/92 | 39     | 3    | Motherwell FC |
| 1. skotská liga 1992/93 | 43     | 2    | Motherwell FC |
| 1. skotská liga 1993/94 | 20     | 1    | Motherwell FC |
| 2. skotská liga 1994/95 | 21     | 1    | Clydebank FC  |
| CELKEM                  | 655    | 95   |               |